# Alexander Wolz
Alexander Wolz (* 21. Januar 1991) ist ein ehemaliger deutscher Skilangläufer. Er startet für den TSV Buchenberg.

## Werdegang
Wolz nahm von 2007 bis 2016 an Wettbewerben der Fédération Internationale de Ski teil. Ab 2009 trat er vorwiegend beim Alpencup an. Sein erstes Weltcuprennen lief er im Dezember 2011 in Düsseldorf, welches er auf dem 63. Platz im Sprint beendete. Im Januar 2013 holte er in Liberec mit dem 22. Rang im Sprint seine ersten Weltcuppunkte. Einen Monat später erreichte er in Davos mit dem 14. Platz seine beste Platzierung bei einem Weltcupeinzelrennen. Bei den Nordischen Skiweltmeisterschaften 2013 im Val di Fiemme errang er den 44. Platz im Sprint. Bei den deutschen Meisterschaften wurde er zusammen mit Jonas Dobler Dritter im Teamsprint. Im März 2013 siegte er beim Skadi Loppet über 42 km klassisch. In der Saison 2013/14 erreichte er den fünften Rang in der Gesamtwertung des Alpencups. Dabei gewann er im März 2014 im Sprint in Rogla sein erstes Rennen im Alpencup und errang im selben Monat bei den deutschen Meisterschaften mit Markus Weeger den zweiten Platz im Teamsprint. Im Januar 2015 wurde er deutscher Meister im Sprint. Im Dezember 2015 belegte er beim Alpencup in Hochfilzen den zweiten Platz im Sprint. Letztmals im Weltcup startete er im Februar 2016 in Stockholm, wobei er den 40. Platz im Sprint errang.

## Erfolge

### Siege bei Continental-Cup-Rennen
| Nr. | Datum        | Ort   | Disziplin        | Serie    |
| --- | ------------ | ----- | ---------------- | -------- |
| 1.  | 8. März 2014 | Rogla | Sprint klassisch | Alpencup |

## Platzierungen im Weltcup

### Weltcup-Statistik
Die Tabelle zeigt die erreichten Platzierungen im Einzelnen.
- 1.–3. Platz: Anzahl der Podiumsplatzierungen
- Top 10: Anzahl der Platzierungen unter den ersten zehn
- Punkteränge: Anzahl der Platzierungen innerhalb der Punkteränge
- Starts: Anzahl gelaufener Rennen in der jeweiligen Disziplin
- Hinweis: Bei den Distanzrennen erfolgt die Einordnung gemäß FIS.

| Platzierung         | Distanzrennen a | Distanzrennen a | Distanzrennen a | Distanzrennen a | Distanzrennen a | Skiathlon Verfolgung | Sprint | Etappen- rennen b | Gesamt | Team   | Team    |
| Platzierung         | ≤ 5 km          | ≤ 10 km         | ≤ 15 km         | ≤ 30 km         | > 30 km         | Skiathlon Verfolgung | Sprint | Etappen- rennen b | Gesamt | Sprint | Staffel |
| ------------------- | --------------- | --------------- | --------------- | --------------- | --------------- | -------------------- | ------ | ----------------- | ------ | ------ | ------- |
| 1. Platz            |                 |                 |                 |                 |                 |                      |        |                   |        |        |         |
| 2. Platz            |                 |                 |                 |                 |                 |                      |        |                   |        |        |         |
| 3. Platz            |                 |                 |                 |                 |                 |                      |        |                   |        |        |         |
| Top 10              |                 |                 |                 |                 |                 |                      |        |                   |        | 1      |         |
| Punkteränge         |                 |                 |                 |                 |                 |                      | 3      |                   | 3      | 5      |         |
| Starts              | 1               |                 |                 |                 |                 | 1                    | 11     |                   | 13     | 5      |         |
| Stand: Karriereende |                 |                 |                 |                 |                 |                      |        |                   |        |        |         |